# Estadio Campo Desportivo
El Estadio Campo Desportivo (en portugués: Estádio Campo Desportivo; en chino: 澳門運動場) es un estadio de usos múltiples en Taipa, en Macao al sur de China. Su nombre se cambió "Complejo Olímpico de Macao" cuando se había completado la reconstrucción del estadio.
El Complejo Olímpico de Macao es el mayor recinto deportivo en Macao. Es más a menudo conocido como el Estadio de Macao, ya que esta es la mayor instalación del complejo. Cuenta con un estadio - un campo de césped ( 105 x 68 m ), rodeado por una pista de 8 carriles de atletismo y una zona de salto de longitud , un estadio cubierto  para 900 personas sentadas, un centro de hockey, una pista de práctica y varias pistas de tenis.
El estadio ha sido objeto de grandes reparaciones incluyendo la reconstrucción del soporte Este y el Oeste con el fin de aumentar su capacidad para los Juegos  de Asia Oriental de 2005. Antes de la reconstrucción del soporte oeste, esta era la única parte del estadio con techo, con el resto de los espacios al aire libre. El estadio renovado ahora tiene una capacidad de alrededor de 16.272 espectadores.